# Sompolno (stacja kolejowa)
Sompolno – dawna wąskotorowa węzłowa stacja kolejowa w Sompolnie, w woj. wielkopolskim, w Polsce, zamknięta w 2001 roku.
Kolej wąskotorowa dotarła do Sompolna w grudniu 1914, kiedy Niemcy zbudowali tam kolej wojskową o szerokości toru 716 mm. W 1916 roku uruchomiono tam ruch publiczny. W 1919 roku, po odzyskaniu niepodległości, w Sompolnie zlokalizowano warsztaty naprawcze z parowozownią i wybudowano drugie połączenie o rozstawie 600 mm do Cegielni. Stacja pracowała następnie w strukturach Kujawskich Kolei Dojazdowych, od 1 grudnia 1991 roku została usamodzielniona jako Kolej Sompolińska. W latach 90. XX wieku wielkość przewozów znacznie zmalała – w 1994 roku 94 tysiące ton, w 2000 roku 32 tysiące ton. Kolej wąskotorowa chyliła się ku upadkowi i stacja została zamknięta w 2001 roku wraz z ustaniem przejazdów na liniach wąskotorowych w regionie. Tory oraz niezbędną infrastrukturę rozebrano. Lokomotywownia została zdewastowana, a kasy zamknięte i zlikwidowane. Budynek stacji został wyremontowany i przekształcony w dom mieszkalny.